# 東邦ホールディングス
東邦ホールディングス株式会社（とうほうホールディングス、英: TOHO HOLDINGS CO., LTD.）は、東邦薬品を核とする医薬品卸売企業グループの持株会社。東京証券取引所1部上場企業。
2009年4月に、旧東邦薬品株式会社（1代目）の事業を移管して、新規設立された現在の東邦薬品株式会社（2代目）については引き続き東邦薬品の項で扱う。

## 沿革
- 1948年9月 - 東京都世田谷区北沢にて創業。
- 1949年1月 - 一般用医薬品の販売を開始。
- 1949年8月 - 臨床試薬の製造を開始。
- 1950年1月 - 医薬品の製造を開始。
- 1954年1月 - 世田谷工場稼働開始。
- 1959年11月 - 東京都の三櫻衛薬と業務提携、1962年4月に合併。
- 1963年10月 - 東京都の三浦商店（後の三浦薬品）及び共立薬品販売と業務提携。
- 1964年12月 - 東京都世田谷区の秋山薬品（北海道の秋山愛生舘の東京における子会社）と業務提携。
- 1965年4月 - 東京都世田谷区に東邦不動産株式会社を設立。
- 1966年8月 - 神奈川県厚木市のモリクボ及び小田原市の小西薬品と業務提携。
- 1967年7月 - 福岡県の九宏薬品と業務提携。
- 1968年6月 - 神奈川県平塚市の新上瀬薬品と業務提携。
- 1968年7月 - 現在地に本社を移転。
- 1970年6月 - 宮城県仙台市に東北薬品を設立。
- 1970年10月 - 秋山薬品、小西薬品、新上瀬薬品を合併。
- 1972年4月 - 横浜市の入澤薬品を合併。
- 1975年7月 - 世田谷工場を閉鎖、医薬品・試験薬製造事業から撤退。
- 1976年4月 - 長野県上田市のコウズケヤの卸部門を譲受。また北海道のホシ伊藤と業務提携。
- 1976年9月 - 岩手県盛岡市に大北東邦薬品を設立。
- 1977年5月 - 熊本県の吉井と業務提携。
- 1978年4月 - 宇都宮市の宇塚至誠堂の卸部門を譲受。
- 1980年4月 - 大北東邦薬品を合併。
- 1980年10月 - 栃木県栃木市の橋本薬品の卸部門を合併。
- 1980年10月15日 - 店頭登録銘柄として株式を公開。
- 1982年9月 - 福島県郡山市の太田薬品と業務提携。
- 1982年10月 - 東北薬品、大槻薬品を合併。また東京都八王子市の三浦薬品の卸部門の一部を譲受。
- 1983年2月 - 長野県佐久市の萬寿堂の営業権を譲受。
- 1983年4月 - 太田薬品の卸部門を譲受。また青森県八戸市のブルーアクス[1] の営業権を譲受。
- 1983年10月 - 東京都中央区の共立薬品販売の営業権を譲受。
- 1984年9月 - 東京都の富士薬品の営業権を譲受。
- 1985年3月 - ホシ伊藤と福岡県の九宏薬品と資本金3,000万円で株式会社THKを設立。
- 1985年4月 - 東京都三鷹市の酒井薬品と業務提携。
- 1985年8月 - 千葉県東金市の山岸薬局の営業権を譲受。
- 1985年10月 - 横浜市の菊池薬品の営業権を譲受。また滋賀草津支店を京都府の京西堂へ譲渡。
- 1985年11月 - 三浦薬品の営業権を譲受。
- 1985年12月 - 群馬県館林市の近藤薬品と業務提携。
- 1986年5月 - 金沢市の神子信栄堂の営業権を譲受。
- 1987年1月 - 青森県弘前市に株式会社菊池を設立。
- 1987年4月 - 群馬県桐生市の須江薬品と業務提携。
- 1987年9月 - 秋田市にアキタ東邦薬品を設立（51%出資、資本金2千万円）。
- 1988年7月 - 福島市の岩代薬品と業務提携。また電算部門を別会社化し東邦システムサービスを設立。
- 1989年9月 - 静岡県沼津市のイクタ薬品及び和歌山市のトジマ薬品販売[2] の営業権を譲受。
- 1989年10月 - 岩代薬品の営業の一部を譲受。
- 1990年3月 - 新潟県長岡市の長岡薬品と業務提携。
- 1990年10月 - 長岡市の吉駒薬品の営業権を譲受。
- 1991年7月 - 岩代薬品の会津若松、郡山、いわき、原町の各営業所を譲受。
- 1992年2月 - アキタ東邦薬品を合併し、秋田支店となる。また広島市のスリーエス西部薬品の一部を譲受。
- 1992年6月 - 菊池及びモリクボを合併。
- 1992年7月 - 栃木県佐野市のかみや薬品と業務提携。
- 1993年3月 - 米国のバイオサーフェス・テクノロジーと業務提携。
- 1993年7月 - 株式会社エトスを設立。
- 1993年11月 - 前橋市の杏栄堂の営業権を譲受。
- 1993年12月 - 株式会社東京臨床薬理研究所を設立。
- 1994年6月 - 株式会社東邦オートサービスを設立。
- 1995年3月 - 近藤薬品の営業権を譲受。また株式会社メディカルフーズジャパン設立。更に大阪市阿倍野区のエーメイと業務提携（エーメイは翌1996年4月に合併）。
- 1996年1月 - 株式会社フイッシャー・サイエンスフイック・ジャパンを設立。また長野県飯田市のフタバメディカルの営業権を譲受。
- 1998年1月 - かみや薬品を合併。
- 1998年10月 - 甲府市の中日本薬業を吸収合併。
- 1999年2月 - 高崎市の丸善薬品の群馬・栃木両県の薬粧部門を譲受。
- 1999年3月 - 株式会社メディカルトラストを設立。
- 1999年5月 - 札幌市の同立薬品工業[3] と業務提携（翌2000年1月に吸収合併）。
- 1999年9月 - 群馬県の小川薬品と業務提携。
- 1999年10月 - 青森県のショウエーと業務提携。
- 2000年1月 - さいたま市の栗原辨天堂と業務提携。
- 2000年2月 - 熊本県の鶴原吉井の検査薬部門の営業権を譲受。
- 2000年3月 - 新潟市の本間薬品と業務提携。
- 2000年4月 - 愛知県の船橋薬品と業務提携。
- 2000年10月 - 広島市のセイナスを子会社化。広島・岡山両県の営業権を譲渡。また北海道函館市の大島薬品の営業権も譲受。
- 2001年2月 - 大阪市のケーエスケーの岡山県の営業権を譲受（セイナスへ譲渡）。
- 2001年3月 - 丸善薬品の営業権を譲受。
- 2001年6月 - 奈良市の木下薬品と業務提携。
- 2001年8月 - 福岡県のヤクシンと業務提携。
- 2001年9月 - 茨城県の山口薬品と業務提携。
- 2001年10月 - 本間薬品を子会社化し本間東邦に商号変更。新潟県の営業権を譲渡。
- 2002年2月 - ヤクシンと資本提携。
- 2002年10月 - 船橋薬品を子会社化し東海東邦に商号変更、静岡県での営業権を譲渡。また山口薬品が山口東邦に商号変更。山口東邦へ茨城県の営業権を譲渡、同社から栃木県の営業を譲受。ショウエーに青森県の営業権を譲渡、秋田県の営業権を譲受。更に宮城県のアスカムから秋田県及び栃木県の営業県を譲受。
- 2002年12月 - 東京証券取引所第二部に上場。
- 2003年4月 - 小川薬品を子会社化し小川東邦に商号変更、群馬県の営業を譲渡。山口東邦を子会社化。
- 2003年6月 -  大阪合同薬品と業務提携。
- 2003年7月 - 香川県の幸燿と業務提携。
- 2003年11月 - ショウエーに岩手県の営業権を譲渡。またアスカムから医療機器および検査薬部門の営業権を譲渡。
- 2004年3月 - 東京証券取引所第一部に指定替え（証券コード8129）。
- 2004年5月 - 広島市のオムエルと業務提携。
- 2004年10月 - 金沢市のフレット（現・ファイネス）と業務提携。また栗原辨天堂の営業権を譲受。
- 2004年11月 - ヤクシンを子会社化。
- 2005年1月 - 伊藤忠商事などと医療機関向けのSPD事業（院内物流業務の外部委託事業）について業務提携。また大阪合同薬品を合同東邦と商号変更し子会社化。大阪府と兵庫県の営業権を譲渡。
- 2005年3月 - ほくやく（札幌市）、バイタルネット（仙台市）、鍋林（長野県松本市）、中北薬品（名古屋市）、ケーエスケー、アステム（大分市）の6社と業務提携。
- 2005年4月 - 木下薬品を子会社化、また東京都の大木と業務提携。
- 2005年8月 - 大木の第三者割当増資分を出資。
- 2005年10月 - 幸燿を子会社化。合同東邦が木下薬品を吸収合併。
- 2005年11月 - 葦の会に資本参加。
- 2006年4月 - 鶴原吉井を子会社化。
- 2006年10月 - 東海東邦を吸収合併。
- 2007年4月 - 鶴原吉井がヤクシンを吸収合併し九州東邦に商号変更。
- 2007年8月 - 株式会社富士バイオメディックス（東京都）と業務提携
- 2007年9月 -　森薬品（宮崎県）と業務提携
- 2008年1月 - 森薬品を完全子会社化
- 2008年2月 -　幸燿と本間東邦を完全子会社化。
- 2008年5月 -　株式会社全快堂薬局（新潟県、2011年4月に株式会社中央メディカルを吸収合併し、株式会社みらいへ商号変更）を完全子会社化。
- 2008年9月 -　株式会社ファーマダイワ（熊本県）を完全子会社化。
- 2008年10月 -　山口東邦と小川東邦を完全子会社化。九州東邦の宮崎・大分の営業権を森薬品に譲渡。業務提携先・富士バイオメディックスの民事再生法手続き申請により、調剤薬局子会社・富士ファミリーファーマシー（東京都、2009年9月にファーマスクエア株式会社へ商号変更）を完全子会社化。
- 2008年11月 - エトスと須江薬品を完全子会社化。
- 2008年12月 - 調剤薬局事業管理会社のファーマクラスター株式会社を設立。
- 2009年1月 - ベガファーマ（大阪府）を完全子会社化。
- 2009年2月 - 長岡薬品と有限会社キュア（新潟県）を完全子会社化。
- 2009年4月 - 純粋持株会社体制に移行。社名を「東邦ホールディングス株式会社」に変更。医薬品卸売事業については、「東邦薬品株式会社」（2代目[4]）に移管。調剤薬局事業の管理事業については、ファーマクラスターに移管。
- 2009年9月 - アルフ（東京都）を子会社化。
- 2009年10月 - エトスが株式会社東薬を吸収合併し、トモニティ株式会社に商号変更。
- 2009年11月 - レーベンジール（現・J．みらいメディカル、大阪府）の株式追加取得。
- 2009年12月 - セイコー（福岡県）及びひまわり薬局（福岡県）を子会社化。
- 2010年1月 - トラスト（茨城県、2010年5月にジャスファーマへ商号変更）を完全子会社化。
- 2010年3月 - メディカルブレーン（福岡県）を完全子会社化。
- 2010年4月 - 東邦薬品の子会社（後にファーマクラスターの子会社）としてネスト（宮城県）を設立。厚生（大阪府）及び青葉堂（大阪府）を完全子会社化。
- 2010年9月 - シンク・ワン（東京都）を完全子会社化。同社を通じスクウェア・ワン（北海道）を子会社化。
- 2010年12月 - ジャパンファーマシー（東京都）を完全子会社化。
- 2011年4月 - ヨツバ（東京都）を完全子会社化。
- 2011年10月 - セイコーがひまわり薬局及びメディカルブレーン、メディカルアシストを吸収合併し、セイコーメディカルブレーン株式会社に商号変更。
- 2013年11月 - トモニティがファーマスクエア、みらい、ネスト、ジャスファーマ、ジャパンファーマシー、ヨツバを吸収合併し、株式会社ファーマみらいに商号変更。
- 2014年1月 - 清水薬局（東京都）を子会社化。
- 2014年6月 - 株式会社eヘルスケア（東京都）を子会社化。
- 2015年8月 - 日本化薬メディカルケア株式会社（東京都、共創未来メディカルケア株式会社へ商号変更）を完全子会社化。
- 2016年7月 - エール薬品株式会社（東京都、2016年11月に共創未来ファーマ株式会社へ商号変更）を完全子会社化。
- 2016年9月 - 大洋薬品グループ7社を完全子会社化（2018年9月にセイエル・九州東邦・沖縄東邦へ合併）。
- 2016年10月 - 株式会社大正堂（滋賀県）を完全子会社化。
- 2017年1月 - 株式会社エムコム九州と有限会社日豊メディックを完全子会社化。

## 関連会社
- 東邦薬品株式会社
- ファーマクラスター株式会社 - 薬局経営者のグループ「薬局共創未来」を展開
  - 株式会社ファーマダイワ
  - 株式会社J．みらいメディカル
  - 株式会社ファーマみらい
  - ベガファーマ株式会社
  - 有限会社キュア
- 株式会社スクウェア・ワン
- 株式会社東邦システムサービス
- 株式会社清水薬局
- セイコーメディカルブレーン株式会社
- 株式会社厚生
- 株式会社青葉堂
- 株式会社東京臨床薬理研究所
- 株式会社アルフ
- 東邦不動産株式会社
- 株式会社ホスピタルパートナーズ
- 株式会社ネグジット総研
- オーファントラストジャパン株式会社
- 株式会社eヘルスケア
- 共創未来メディカルケア株式会社
- 共創未来ファーマ株式会社
- 株式会社大正堂
- 株式会社エムコム九州
- 有限会社日豊メディック